# 蒋建华
蒋建华（1959年—），江苏姜堰人，汉族，中华人民共和国政治人物、第十一届全国人民代表大会江苏地区代表。
毕业于扬州师范学院数学系，是中共党员。担任上海汽车集团培训中心和职业技能签定中心副主任。2008年起担任全国人大代表。